# جيامباتيستا فيكو
جامباتستا ڤيكو Giambattista Vico أو Giovanni Battista Vico (و. 23 يونيو، 1668 – 23 يناير، 1744) فيلسوف إيطالي، مؤرخ، وقانوني. وُلِد لبائع كتب وابنة صانع عربات في نابولي، إيطاليا، التحق ڤيكو بسلسلة من المدارس، إلا أن اعتلال صحته وعدم رضاه عن طريقة تعليم الجزويت أديا لأن يكمل دراسته في المنزل.

## النشأة
تروي ترجمته الذاتية انه حين كان في السابعة سقط من على سلم نقالي، فصدم الأرض برأسه أولاً، وظل غائباً عن الوعي خمس ساعات. وأصيب برأس في الجمجمة تكون من حوله ورم ضخم. وكان الورم يخفف بشقه بمبضع المرة تلو المرة. ولكن الصبي فقد من الدم في هذه العملية ما جعل الجراحين يتوقعون موته القريب. ولكنه بقي على قيد الحياة ولكن نتيجة لهذه البلية شببت بمزاج مكتئب حاد. كذلك أصيب بالدرن. ولو كانت العبقرية رهناً بمعوق بدني لكان فيكو موفور الحظ.
وحين بلغ السابعة عشرة (1685) كسب قوته بإعطاء الدروس الخصوصية في فاتوللا (قرب سالرنو) لأبناء أخي أسقف اسكيا. ومكث هناك تسع سنين، ولكنه كان أثناءها عاكفاً في حماسة محمومة على دراسة القانون وفقه اللغة والتاريخ والفلسفة. وافتتن على الأخص بقراءة افلاطون وأبيقور ولوكريتيوس ومكيافللي وفرانسيس بيكن ورينيه ديكارت وجروتيوس، وخرج من هذا كله بشيء من الأذى لإيمانه الديني. وفي 1697 حصل على كرسي أستاذ البيان في جامعة نابلي، ولم يؤجر عليه بأكثر من مائة دوقاتية في العام، زادها بإعطاء الدروس الخصوصية، ومن هذا الدخل كان يعول أسرة كبيرة. وماتت ابنة له في ريعان الصبي، وظهرت على ابن له ميول شريرة اقتضت إرساله إلى إصلاحية للأحداث، أما زوجته فكانت أمية عديمة الكفاية، فكان على فيكو أن يكون الأب والأم والمعلم جميعاً. وفي وسط هذه الشواغل المشتتة للفكر كتب فلسفته للتاريخ.

## خطابة فيالعلم الجديد Scienza Nuova

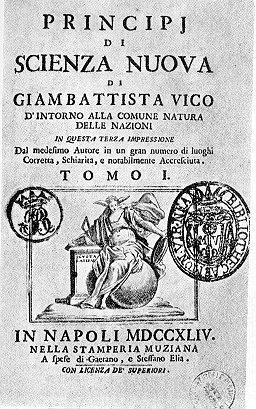
Principj di Scienza Nuova - title page of 1744 edition

وقد قدم كتابه «مبادئ علم جديد في الطبيعة المشتركة للأمم» (1725)، وحاول إن وجد في فوضى التاريخ انتظامات من التعاقب قد تنير الماضي والحاضر والمستقبل. ورأى فيكو أن في استطاعة أن يتبين ثلاث فترات رئيسية في تاريخ كل شعب:
1. عصر الأرباب الذي اعتقدت فيه الأمم (غير اليهود) أنها تعيش في ظل حكومات إلهية، وأن كل شيء كان بأمر الأرباب عن طريق التكهن والوحي.
2. عصر الأبطال حين كانوا يسيطرون على الجمهوريات أرستقراطيةـ، بحكم تفوق في طبيعتهم اعتقدوا أنهم يمتازون به على العامة.
3. عصر البشر، وفيه أقر الجميع بأنهم متساوون في الطبيعة البشرية فأقاموا أولى الجمهوريات الشعبية ثم الملكيات.

وقد طبق فيكو الفترة الأولى على التاريخ (الأممي واللاتيني) (غير الكتابي)، فما كان في استطاعته أن يقول إن يهود العهد القديم إنما «اعتقدوا أنهم) يعيشون في ظل حكومات إلهية» دون المساس بالتقاليد المقدسة. ولما كان ديوان التفتيش (وهو في نابلي أشد صرامة منه في شمال إيطاليا) قد حاكم باحثين نابوليين لأنهم تكلموا على بشر وجدوا قبل آدم، فإن فيكو وفق بجهد بين صيغته وبين سفر التكوين بالافتراض بأن جميع ذراري آدم، إلا اليهود، قد ارتدوا بعد الطوفان إلى حالة أقرب إلى الوحشية فسكنوا الكهوف وتسافدوا دون تمييز في شيوعية نساء. ومن (حالة الطبيعة) الثانية هذه تطورات الحضارة بطريق الأسرة والزراعة والملكية والأخلاق والدين. وكان يذكر الدين أحياناً على أنه طريقة أرواحية (لتفسير الأشياء والأحداث) وأحياناً يشيد به باعتباره قمة التطور.
وقد حاول فيكو لتاريخ اللغة والأدب والقانون والحكومة مكاناً ملائماً في هذا النظام الثلاثي. ففي المرحلة الأولى كان الناس يتواصلون بالإشارات والإيماءات، وفي الثانية بالرموز والتشبيهات والصور، وفي الثالثة بالكلمات التي اتفق عليها القوم...ليحددوا بهذا معنى القوانين. ومر القانون نفسه بتطوير مقابل لهذا: فكان أول الأمر إلهياً؛ منزلاً كما كان أول الأمر إلهياً؛ منزلاً كما كان الحال في ناموس موسى، ثم بطولياً كقانون ليكورجوس، ثم بشرياً-أملاه العقل البشري المكتمل النمو كذلك مرت الحكومة بثلاث مراحل: التيوقراطية؛ وفيها زعم الحكام أنهم صوت الله، والأرستقراطية، وفيها اقتصرت جميع الحقوق المدنية على طبقة الأبطال الحاكمة، والبشرية، وفيها يعتبر الجميع سواء أما القوانين... وهذه هي الحال في المدن الشعبية الحرة.. وكذلك في الملكيات التي تجعل جميع رعاياها سواء أمام قوانينهم. وواضح أن فيكو استعاد تلخيص أفلاطون للتطور السياسي من الملكية إلى الأرستقراطية إلى الديمقراطية إلى الدكتاتورية (حكم الطغاة)، ولكنه غير الصيغة لتقرأ: تيوقراطية وأرستقراطية، وديمقراطية، وملكية. وقد اتفق مع أفلاطون في أن الديمقراطية تنزع إلى الفوضى، واعتبر حكم الرجل الواحد علاجاً ضرورياً للخلل الديمقراطي، "أن الملكيات هي الحكومات النهائية...التي تصل إليها الأمم لتستريح.
وقد ينبعث الخلل الاجتماعي من التدهور الخلقي، أو الترف، أو تركيز الثروة تركيزاً يمزق الأمة، أو الحسد العدواني بين الفقراء. ومثل هذا الخلل يفضي عادة إلى الدكتاتورية، كما نرى في حكم أوغسطس الذي كان فيه الشفاء من الفوضى الديمقراطية في الجمهورية الرومانية. فإذا عجزت حتى الدكتاتورية عن وقف الانحلال، فإن أمة أشد قوة وعنفواناً تدخل فاتحة للبلاد.
"وإذا كان الناس الذين بلغ منهم الفساد هذا المبلغ قد انقلبوا عبيداً لشهواتهم الجامحة...فإن العناية الإلهية تقضي بأن يصيروا عبيداً بحكم القانون الطبيعي للأمم....فيستعبدوا لأمم أفضل منهم يحكمونهم بعد أن يغلبوهم كما يحكم الغالب الأقاليم الخاضعة له...وهنا يستطيع ضوءان عظيمان من أضواء النظام الطبيعي. أولهما أن من يعجز عن حكم نفسه يجب أن يدع القادر على حكمه أن يحكمه، والآخر أن العالم يحكمه دائماً من هم بالطبيعة أصلح الحاكمين.
وفي مثل هذه الحالات يرتد الشعب المغلوب إلى مرحلة التطور التي وصل إليها غالبوه. وهكذا أرتد سكان الإمبراطورية الرومانية إلى الهمجية والتخلف بعد غزوات الشعوب الهمجية واضطروا إلى أن يبدءوا بالتيوقراطية (حكم الكهنة واللاهوت)؛ وتلك كانت العصور المظلمة. ثم جاء عصر بطولة آخر بمجيء الحروب الصليبية؛ وأمراء الإقطاع يقابلون أبطال هومر ودانتي هو هومر مكرراً.
ونسمع في فيكو أصداء للنظرية التي تزعم أن التاريخ تكرار دائر، ولقانون مكيافللي «Corsi e Ricori التطور والتقهقر» وفكرة التقدم تضار في هذا التحليل، فليس التقدم إلا نصف حركة دورية نصفها الأخر الانحلال؛ والتاريخ، شأنه شأن الحياة، هو تطور وانحلال في تعاقب وحتمية لا محيص عنهما.
وقدم فيكو في الطريق إلماعات مدهشة. فقد رد الكثيرين من أبطال الأساطير الكلاسيكية إلى الأسماء البعدية Eponyms والتشخيصات التالية لعمليات ظلت طويلاً لا شخصية أو متعددة الشخصيات، فأورفيوس مثلاً كان المدمج الوهمي لموسيقيين بدائيين كثيرين، وليكورجوس كان التجسيد لسلسلة القوانين والعادات التي جمدت إسبارطة، ورومولوس كان ألف رجل جعلوا من روما دولة. وبالمثل رد فيكو هومر إلى الخرافة، مدللا على ذلك-قبل كتاب فردريك فولت "مقدمات نقدية لهومر (1795) بنصف قرن-بأن الملاحم الهومرية إنما هي حصيلة تجمعت وأدمجت شيئاً فشيئاً لجماعات وأجيال من رواة الملاحم الذين كانوا ينشدون بطولات طروادة وأوديسيوس في مدن اليونان. وقبل قرن تقريباً من صور كتاب بارتهولد نيبور "تاريخ روما" (1811-32) رفض فيكو الفصول الأولى من تاريخ ليفي لأنه أسطورية. "كل تواريخ الأمم غير اليهودية كان لها بدايات خرافية" (وهنا أيضاً يتجنب فيكو في حذر أن يمس تاريخية سفر التكوين).
وهذا الكتاب الخطير يكشف عن عقل قوي تزعجه المضايقات المتصلة، يكافح لصياغة أفكار أساسية دون أن يقضي به المسير إلى سجن من سجون ديوان التفتيش. وقد بذل فيكو قصاراه المرة بعد المرة ليعلن ولاءه للكنيسة وأحس أنه جدير بثناء الكنيسة لتفسيره مبادئ القانون بطريقة تتفق واللاهوت الكاثوليكي. ونحن نسمع نغمة أكثر إخلاصا في رأيه في الدين دعامة لا عنى عتها للنظام الاجتماعي والفضيلة الشخصية: «أن للأديان دون غيرها القوة على جعل الناس يعملون الأعمال الفاضلة.» ومع ذلك، ورغم تكرار استعماله للفظ «العناية الإلهية»، يبدو أنه يبعد الله عن التاريخ ويرد الأحداث إلى التفاعل الحربين الأسباب والنتائج الطبيعية. وقد هاجم دارس دومنيكي فلسفة فيكو لأنها ليست مسيحية بل لوكريتيه.
ولعل العلمانية المنبعثة من تحليل فيكو كان لها بعض الصلة بإخفاقها في أن تظفر بالاستماع إليها في إيطاليا، وما من شك في أن ما شاب عمله من استطرد فوضوي وعاب فكره من اختلاط قد قضى على «علمه الجديد»، بأن يولد ميتاً وأن تكون ولادته مؤلمة. فلم يوافقه أحد على اعتقاده بأنه كتب كتاباً عميقاً أو مثيراً. وعبثاً ناشد لكلير ولو ليذكره في دورية «أخبار عالم الدب»، وبعد عشر سنوات من ظهور كتاب العلم الجديد خف شارل الرابع لنجده فيكو، فعينه مؤرخاً رسمياً للملك براتب سنوي قدره مائة دوقاتية. وفي 1741 قرت عين جامباتستا برؤية ولده جنارو يخلفه أستاذاً في جامعة نابلي. وفي سنواته الأخيرة (1743-1744) ضعف عقله فترى في غيبية أشرفت على الجنون.
وكان في مكتبة مونتسكيو نسخة من كتابه، وقد أقر الفيلسوف الفرنسي في هوامش مذكرات خاصة بدينة لنظرية فيكو في التطور والانحلال الدوري، ويظهر هذا الدين الذي لم يفصح عنه في كتاب مونتسكيو «عظمة الرومان وانحطاطهم» (1734). وفيما عدا هذا ظل فيكو مجهولاً في فرنسا حتى جول ميشليه (1827) ترجمة مختصرة لكتاب العلم الجديد. وقد وصف ميشليه إيطاليا بأنها «الأم الثانية والحاضنة التي غذتني في صباي بفرجل، وفي شبابي بفيكو». وفي 1826 بدأ أوجست كونت المحاضرات التي أصبحت فيما بعد «مجموعة محاضرات في الفلسفة الوضعية» (1830-42)، وفيها يشعر بتأثير فيكو في كل خطوة.
أما الإنصاف الكامل لفيكو فلم يأت إلا على يد رجل نابولي هو بنديتو كروتشي، الذي ألمع هو الآخر إلى أن التاريخ يجب أن يتخذ مكانه إلى جوار العلم أساساً ومدخلاً للفلسفة.

## روابط خارجية
- جيامباتيستا فيكو على موقع الموسوعة البريطانية (الإنجليزية)

### كتب ذات علاقة
1. Bedani, Gino. Vico Revisited: Orthodoxy, Naturalism and Science in the Scienza Nuova. Oxford: Berg Publishers, 1989.
2. Croce, Benedetto. The Philosophy of Giambattista Vico. Trans. R.G. Collingwood. London: Howard Latimer, 1913.
3. Fisch, Max, and Thomas Bergin, trans. Vita di Giambattista Vico (The Autobiography of Giambattista Vico). 1735-41. Ithaca: Cornell UP, 1963.
4. . Scienza nuova seconda (The New Science of Giambattista Vico). 1730/1744. Ithaca: Cornell University Press, 1948.

- Grassi, Ernesto. Vico and Humanism: Essays on Vico, Heidegger, and Rhetoric. New York: Peter Lang, 1990.

1. Joyce, James. Finnegans Wake. Viking 1939.
2. Levine, Joseph. Giambattista Vico and the Quarrel between the Ancients and the Moderns. Journal of the History of Ideas 52.1(1991): 55-79.
3. Miner, Robert. "Vico, Genealogist of Modernity." Notre Dame: University of Notre Dame Press, 2002.

## روابط خارجية
- جيامباتيستا فيكو على موقع الموسوعة البريطانية (الإنجليزية)